# Dieter Pauly
Dieter Pauly (* 14. Februar 1942 in Rheydt; † 13. Februar 2024 auf Ko Samui) war ein deutscher Fußballschiedsrichter.

## Leben
Link zum preisgekrönten Foto mit Dieter Pauly und Toni Schumacher

Link zum Bild

Zum Fußball kam Pauly als Spieler der Jugendmannschaft des Rheydter SV, für den er acht Jahre spielte. Vom Fußballer zum Schiedsrichter wechselte Pauly 1960 nach einer Begegnung für den Rheydter SV, die von Rolf Göttel als Unparteiischem geleitet wurde, Pauly allerdings mit einigen dessen Entscheidungen nicht einverstanden war und Göttel mit seiner Kritik konfrontierte. Dieser entgegnete ihm: „Dann mach es doch besser.“ Rund 20 Jahre leitete Pauly Partien in unteren Fußballklassen.
Nachdem Pauly drei Jahre lang in der Zweiten Bundesliga gepfiffen hatte, wurde er am 2. September 1980 vom DFB zum Bundesliga-Schiedsrichter befördert. International bekannt wurde er durch das Sportfoto des Jahres 1981 von Dieter Wiechmann, das ihn Nase an Nase mit Toni Schumacher bei einer lautstarken Auseinandersetzung während des Spiels zwischen Borussia Dortmund und dem 1. FC Köln vom 30. Mai 1981 zeigt.
Pauly leitete von 1980 bis 1990 genau 100 Bundesligapartien sowie das DFB-Pokalendspiel 1986 und kam auf 65 internationale Einsätze. Das Finale des Europacup der Pokalsieger im Jahr 1988 leitete er und während der Heim-EM 1988 in Deutschland kam er ebenso zum Einsatz. Dieter Pauly wurde vom DFB 1984/85, 1987/88 und 1989/90 zum Schiedsrichter des Jahres gewählt. Ebenso wurde Pauly mit dem Bundesverdienstkreuz am Bande ausgezeichnet.
Göttel gab nicht nur den Anstoß für Paulys Karriere als Schiedsrichter, sondern begleitete dessen Karriere auch bis zum DFB.
Pauly wurde als erster DFB-Schiedsrichter mit einem Abschiedsspiel geehrt. Diese Partie zwischen Borussia Mönchengladbach und Ajax Amsterdam fand am 21. August 1990 auf dem Bökelberg statt.
Im Jahr 2000 wurde Pauly in den UEFA-Ausschuss für Schiedsrichterbeobachter gewählt.
Mit 1,91 Metern Körpergröße war Pauly der höchstgewachsene Schiedsrichter der Fußball-Bundesliga.
Pauly, gelernter Industriekaufmann, betrieb ab 1979 ein Sportgeschäft in Rheydt
und bis 2011 gemeinsam mit seinem Sohn in Mönchengladbach. Ab 2011 lebte Pauly oft auf Ko Samui in Thailand.
Dieter Pauly verstarb im Februar 2024 einen Tag vor seinem 82. Geburtstag.

## Veröffentlichung
- Abpfiff: Rückblick eines Schiedsrichters. Copress, München, 1990, ISBN 3-7679-0325-3.